# Малиновка (Бурейский район)
В Амурской области в Шимановском районе тоже есть село Малиновка.
Мали́новка — село в Бурейском районе Амурской области России. Административный центр Малиновского сельского поселения.
Расположено в восточной части области в 172 км к востоку от Благовещенска, на правом берегу реки Бурея (левый приток Амура), непосредственно к юго-западу от районного центра посёлка Новобурейский, от которого село отделено железной дорогой.

## История
Село Малиновка было основано в 1881 году. Первыми переселенцами являлись староверы — выходцы из Томской, Тамбовской, Черниговской областей и Астраханской губернии. Поселенцы сеяли ячмень, овес, пшеницу, выращивали овощи. Кроме земледелия, староверы занимались охотой, скотоводством, рыболовством. Связь с внешним миром осуществлялась водным путём. По Бурее ходили торговые пароходы купцов, любителей золота и пушнины. Делали остановку в поселении Малиновка для того, чтобы пополнить свои запасы продовольствия и пушнины. В обмен на пушнину, свежее мясо, сушеную ягоду староверы получали порох, ружья, сахар. Поселение староверов разрасталось медленно. В 1908 году поселение насчитывало всего лишь 8 дворов, которые вытянулись по берегу реки Бурея. Из местных поселян самым богатым считался Траханов, который имел 50 коров, 15 лошадей и 1 мельницу.
Началось освоение новых земель, на Дальний Восток потянулись переселенцы. В 1912 году село уже насчитывало 30 дворов. Дома располагались не только вдоль реки, но и на отвоеванных у леса полянах, образуя несколько улочек с переулками.
В 1913 году в селе была открыта начальная школа. Стояла она в центре села. Вокруг школы росли стройные белые березки. Раз в неделю из Николаевки приезжал поп, так как своей церкви здесь не было.
В 1914 году началось строительство железнодорожного моста через Бурею, это повлекло увеличение населения села до 3 тыс. человек. В 1916 году прошёл первый паровоз. С окончанием строительства число жителей резко сократилось. Строители уехали домой, и жизнь опять пошла своим чередом.
В 1918 году гражданская война докатилась и до Малиновки. Мост через реку Бурею был захвачен японцами. Поселились японцы в бараках рядом с мостом, в которых ранее жили строители моста. Многие жители ушли в партизаны, а те, которые остались дома, помогали партизанам одеждой, обувью, хлебом. Ивченко Павел и Желябовский Виктор были лучшими разведчиками партизанского отряда, но однажды попали в засаду. Японцы их казнили, сбросив с моста в реку.
До 1930 года жители села вели единоличное хозяйство. Часть зажиточных крестьян занималась извозом грузов по реке Бурея до поселков Чеугда и Золотые прииски, доставлялись обозы с продовольствием и фуражом.
Указом Президиума Верховного Совета от 12.07.1951 года был образован Малиновский сельский Совет. Первым председателем его был Надежкин Михаил Иванович.
За 55 лет своего существования Малиновский сельсовет неоднократно подвергался реформированию. В 1987 году село Усть-Кивда и Гомелевка отошли к Кулустайскому сельсовету, в 2004 году вновь присоединились к Малиновскому муниципальному образованию в связи с упразднением Кулустайского сельсовета.

## Население
| 2002  | 2010  | 2012  | 2013 | 2014  | 2015 | 2016 |
| ----- | ----- | ----- | ---- | ----- | ---- | ---- |
| 1141  | ↘1022 | ↗1184 | ↘994 | ↗1002 | ↘987 | ↘983 |
| 2017  | 2018  |       |      |       |      |      |
| ↗1154 | ↘1126 |       |      |       |      |      |

## Администрация
Сельская Администрация располагается на втором этаже детского сада.

## Экономика
Крупных предприятий нет.
Индивидуальные предприниматели занимаются выпечкой хлеба, лесопереработкой и изготовлением мебели для населения. Есть животноводство. Фермерские хозяйства.

## Образование
В селе есть Малиновская общеобразовательная школа со стадионом, детский сад № 14 «Берёзка». В селе находится интернат для детей с ограниченными возможностями. Также есть учебно-производственный комбинат, где обучают на водителей автомобилей и трактористов.

## Здравоохранение
На втором этаже здания детского сада работает фельдшерско-акушерский пункт. В интернате оказывают платный приём населения врачи разной специализации. Аптек нет.

## Культура
В Малиновке работает сельский дом культуры, где проводятся концерты самодеятельности и дискотеки. Также в доме культуры работает сельская библиотека. На прилегающей площади разбит спортивный комплекс с тренажёрами.

## Связь
На территории села проводную связь оказывает «Ростелеком» («Дальсвязь») — телефония + интернет + интерактивное ТВ. Мобильная связь представлена операторами МТС, Билайн, Мегафон и Yota. Все операторы также предоставляют услуги беспроводного интернета в 4G. Есть отделение связи «Почта России».

## Транспорт
Между селом и районным центром п. Новобурейский курсирует транзитом из п. Бурея автобусный маршрут № 104. Стоимость билета — 34 рубля с 01 января 2021 года. Также проходит автобусный маршрут № 123 (109) между п. Бурея и г. Райчихинск. Также через село следует маршрут № 700 «Благовещенск — Хабаровск — Благовещенск» два раза в сутки через остановку «кафе Круиз». Здесь проходят маршруты междугородних автобусов «Новобурейский —Благовещенск — Новобурейский» и «Архара — Благовещенск — Архара». На Малиновском ж/д переезде останавливается рабочий поезд.
На развилке автомобильных дорог, недалеко от Малиновского ж/д переезда, есть АЗС и шиномонтаж.

## Торговля
Представлена магазинами смешанных товаров. Открыты индивидуальными предпринимателями (Петрова и др.). Круглосуточных нет. Возле почты имеется открытый летний павильон.